# Dani Segovia
Daniel Lucas Segovia (Madrid, 23 de mayo de 1985), conocido deportivamente como Dani Segovia, es un futbolista español que juega en la demarcación de delantero en el C. D. Colonia Moscardó de la Segunda Federación.

## Trayectoria deportiva
En 2004 debutó como futbolista en el Rayo Vallecano de Madrid "B", ascendiendo al primer equipo al año siguiente. Tras un pequeño paso por el Olympique de Marsella "II" en Francia, volvió a España para jugar en el C. F. Fuenlabrada. Posteriormente jugó en el Algeciras CF, Real Zaragoza "B", C. A. Pinto, U. B. Conquense y C. D. Atlético Baleares antes de irse a Austria para jugar en el SKN St. Pölten en 2011. En 2013 jugó en el Admira Wacker antes de irse traspasado al Wolfsberger AC. En 2014 fichó nuevamente por el SKN St. Pölten de la Primera Liga de Austria. Tres años más tarde fue traspasado al Neftchi Baku PFK.
El 8 de agosto de 2018 se anunció su fichaje por el Racing de Santander. Con el conjunto cántabro logró el ascenso a Segunda División pero no continuó en el club y en julio de 2019 se hizo oficial su incorporación al C. D. Badajoz. A mitad de temporada se marchó al UCAM Murcia Club de Fútbol. Los siguientes años siguió haciendo carrera en España, militando en la S. D. Ejea, U. D. Montijo, A. D. Unión Adarve, Gimnástica Segoviana C. F. y C. D. Colonia Moscardó.

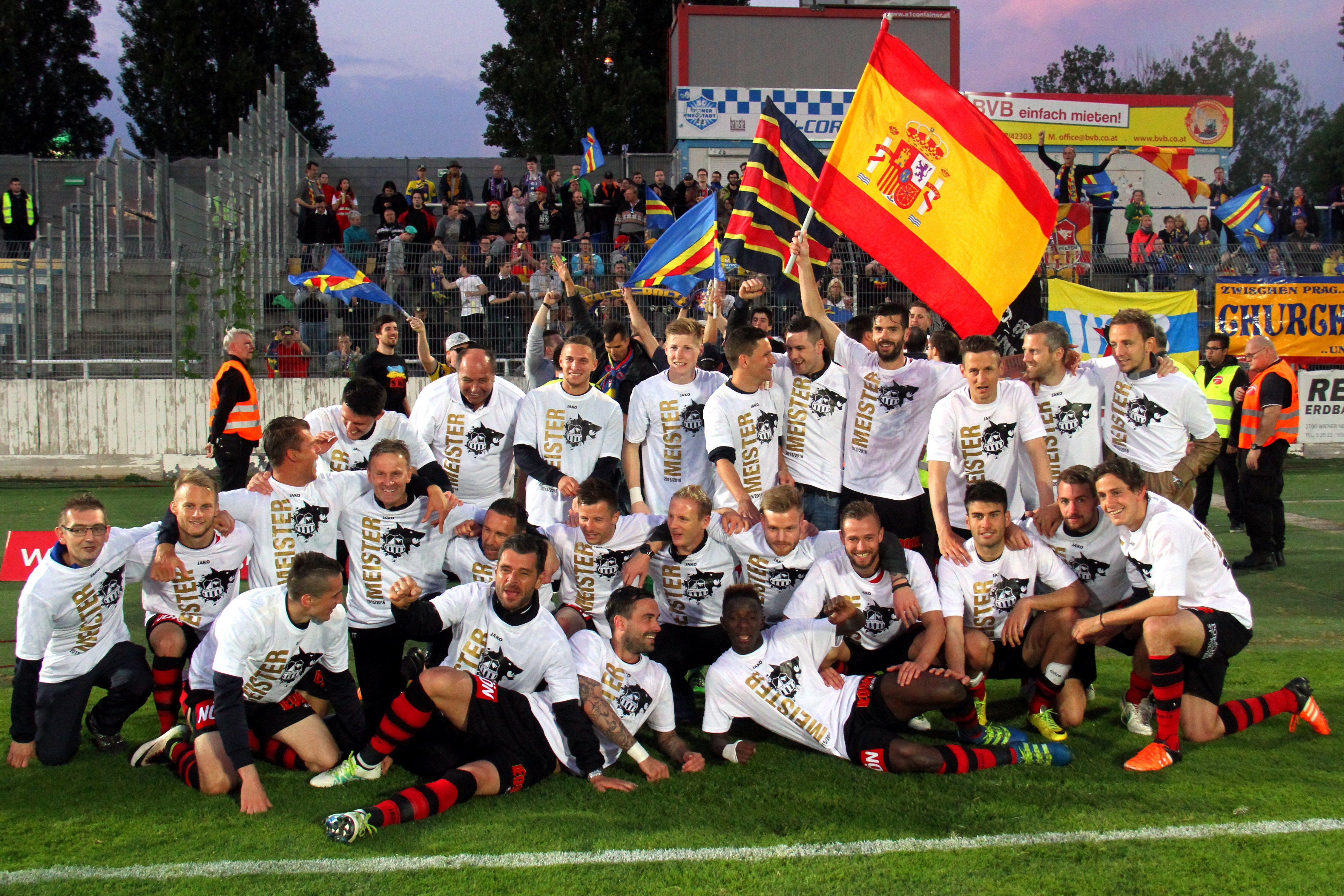
David celebrando el ascenso a la Primera División de Austria con el SKN St. Pölten en 2016

## Clubes
| Club                         | País       | Año       | Partidos | Goles |
| ---------------------------- | ---------- | --------- | -------- | ----- |
| Rayo Vallecano de Madrid "B" | España     | 2004      | 30       | 14    |
| Rayo Vallecano de Madrid     | España     | 2004-2005 | 7        | 2     |
| Olympique de Marsella "II"   | Francia    | 2005-2006 | ¿?       | ¿?    |
| C. F. Fuenlabrada            | España     | 2006-2007 | 22       | 3     |
| Algeciras C. F.              | España     | 2007-2008 | 12       | 2     |
| Real Zaragoza "B"            | España     | 2008-2009 | ¿?       | ¿?    |
| C. A. Pinto                  | España     | 2009      | ¿?       | ¿?    |
| U. B. Conquense              | España     | 2009-2010 | 32       | 8     |
| C. D. Atlético Baleares      | España     | 2010-2011 | 33       | 4     |
| SKN St. Pölten               | Austria    | 2011-2013 | 50       | 29    |
| Admira Wacker                | Austria    | 2013      | 15       | 3     |
| Wolfsberger A. C.            | Austria    | 2013-2014 | 19       | 1     |
| SKN St. Pölten               | Austria    | 2014-2017 | 96       | 42    |
| Neftchi Baku PFK             | Azerbaiyán | 2017-2018 | 22       | 8     |
| Bengaluru F. C.              | India      | 2018      | 10       | 4     |
| Racing de Santander          | España     | 2018-2019 | 27       | 8     |
| C. D. Badajoz                | España     | 2019-2020 | 12       | 1     |
| UCAM Murcia C. F.            | España     | 2020      | 5        | 0     |
| S. D. Ejea                   | España     | 2020-2021 | 20       | 5     |
| U. D. Montijo                | España     | 2021-2022 | 31       | 9     |
| A. D. Unión Adarve           | España     | 2022-2023 | 30       | 10    |
| Gimnástica Segoviana C. F.   | España     | 2023-2024 | 30       | 6     |
| C. D. Colonia Moscardó       | España     | 2024-     | 33       | 11    |